# Wunderlichia
Wunderlichia es un género de plantas de la familia de las asteráceas. Comprende 9 especies descritas.

## Taxonomía
El género fue descrito por Riedel ex Benth. y publicado en Genera Plantarum 2: 489. 1873.

## Especies
- Wunderlichia azulensis Maguire & G.M.Barroso
- Wunderlichia bahiensis Maguire & G.M.Barroso
- Wunderlichia crulsiana Taub.
- Wunderlichia glaziovii Baker
- Wunderlichia insignis Baill.
- Wunderlichia mirabilis Riedel ex Baker
- Wunderlichia senaeii Glaz.
- Wunderlichia tomentosa Glaz.